# SN 2004dj
SN 2004dj byla nejjasnější supernova od objevu SN 1987A. Jedná se o supernovu typu II-P, kterou objevil 31. července 2004 japonský astronom Koichi Itagaki. Při objevu dosáhla hvězdné velikosti +11,2 mag, což znamená, že byla jasně viditelná i amatérskými dalekohledy.
Supernova se nachází v galaxii NGC 2403 v souhvězdí Žirafy. Výbuch byl lokalizován v mladé kompaktní hvězdokupě známé jako Sandage 96. Tato hvězdokupa byla katalogizována v roce 1984 jako 96. objekt v seznamu jasných hvězd a hvězdokup od Allana Sandage.

## Charakteristika
SN 2004dj byla klasifikována jako typ II-P, což znamená, že její světelná křivka obsahuje dlouhou plošinu, kde jasnost zůstává po delší dobu stabilní. Jedná se o charakteristický rys výbuchů masivních hvězd, které během kolapsu svého jádra odhodí vnější vrstvy. Předchůdce této supernovy byl pravděpodobně superobr o hmotnosti přibližně 12 M☉, což bylo potvrzeno modelováním světelné křivky a spektrálních pozorování.

## Pozorování
Supernova byla objevena po dosažení své maximální jasnosti. Díky své relativní blízkosti, přibližně 11 milionů světelných let, byla dobře studována jak ve viditelné, tak v rádiové a infračervené oblasti spektra. Pozorování také ukázala, že výbuch této supernovy způsobil dočasné výrazné zjasnění celé hvězdokupy Sandage 96, která obsahuje mnoho mladých a horkých hvězd.